# Alysicarpus glumaceus
Alysicarpus glumaceus là một loài thực vật có hoa trong họ Đậu. Loài này được (Vahl) DC. miêu tả khoa học đầu tiên.